# Haketia
Haketia to wariant języka ladino, używany w Maroku roku przez żydów osiadłych na tym terenie po wysiedleniu z Hiszpanii w roku 1492.
Haketia przetrwała w Ceucie i Melilli jeszcze do początków XX wieku, tamtejsi mieszkańcy zarzucili jednak jej używanie na rzecz standardowego języka hiszpańskiego.